# Municipio de Barrett (Kansas)
El municipio de Barrett (en inglés: Barrett Township) es un municipio ubicado en el condado de Thomas en el estado estadounidense de Kansas. En el año 2010 tenía una población de 95 habitantes y una densidad poblacional de 0,34 personas por km².

## Geografía
El municipio de Barrett se encuentra ubicado en las coordenadas 39°30′30″N 101°16′17″O / 39.50833, -101.27139. Según la Oficina del Censo de los Estados Unidos, el municipio tiene una superficie total de 276.2 km², de la cual 276,18 km² corresponden a tierra firme y (0,01 %) 0,02 km² es agua.

## Demografía
Según el censo de 2010, había 95 personas residiendo en el municipio de Barrett. La densidad de población era de 0,34 hab./km². De los 95 habitantes, el municipio de Barrett estaba compuesto por el 98,95 % blancos, el 1,05 % eran de otras razas. Del total de la población el 1,05 % eran hispanos o latinos de cualquier raza.